# Jan Makuch
Jan Makuch (4. června 1815 Szaflary – 14. listopadu 1876 nebo 5. srpna 1878 Rzyki) byl rakouský římskokatolický duchovní a politik polské národnosti z Haliče, během revolučního roku 1848 poslanec Říšského sněmu.

## Biografie
Uvádí se jako vlastenec, spisovatel a politický vězeň. Pocházel z rodiny rolníka Jana a Agnieszki. Základní školu vychodil v rodné obci a v Nowém Targu, pak absolvoval gymnázium v Podolinci. Filozofii studoval v Rožňavě. Podle jiného zdroje v Košicích. Následně studoval teologii ve Lvově a Tarnówě, kde byl 5. června 1835 vysvěcen na kněze biskupem Františkem Pištěkem. Od června 1835 působil jako vikář v Radziechowě, od 9. října 1836 v Milówce, od 9. října 1837 v Cięcině, od 17. dubna 1845 v Spytkowicích, od 14. června 1847 v Rzykách, kde se 13. září 1848 stal administrátorem a 30. listopadu 1848 proboštem. Roku 1849 se uvádí jako Johann Makuch, farní vikář v obci Muszyna. Od 4. října 1854 do 12. října 1855 zastával úřad vikáře v obci Rzezawa.
Během revolučního roku 1848 se zapojil do veřejného dění. Ve volbách roku 1848 byl zvolen i na ústavodárný Říšský sněm. Zastupoval volební obvod Jordanów. Tehdy se uváděl coby farní vikář. Náležel ke sněmovní pravici.